# Fausto Giusto
Fausto Giusto (Napels, 1867 - Zürich, 1941) was een Italiaans kunstschilder die een internationale carrière opbouwde.

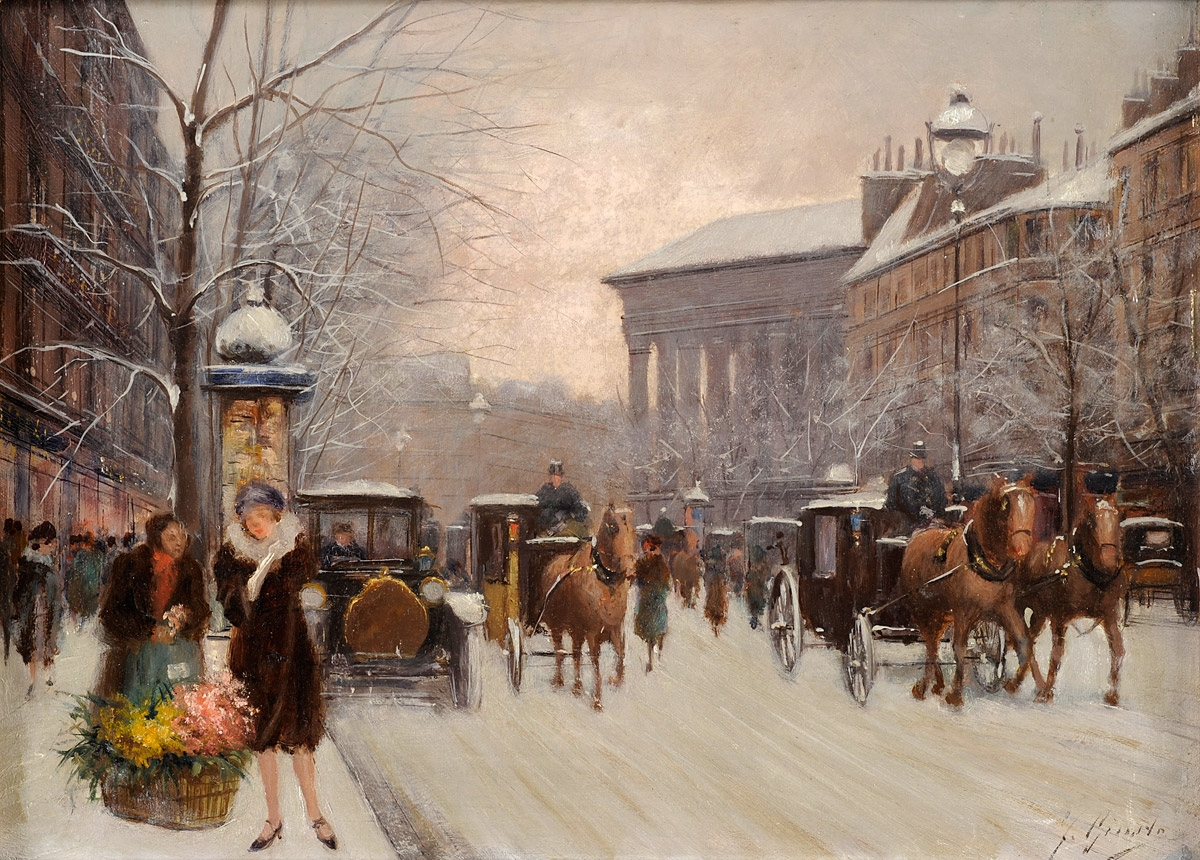
Parijs in de winter

Hij schilderde stadsgezichten in Bern, Sankt-Moritz, Napels, Oostende, Parijs en elders alsook genretaferelen, meestal galante scènes met welgestelde aristocraten gesitueerd in de 18de eeuw.
Van zijn verblijven in Oostende zijn gezichten in gouache bekend op de Zeedijk, het Wapenplein en de Leopold II- laan. Zijn stadsgezichten leunen aan bij de stijl van Eugène Galien-Laloue (1854-1941). Veel van zijn schilderijen werden ook omgezet in etsen.
Hij zou ook een bekwaam zangtalent geweest zijn.
Voor het “Elixir du Japon” van de likeurstokerij Brias & C° leverde hij de affiche met een voorstelling van Japanse oorlogsbodems op volle zee.
Zijn werken behalen regelmatig behoorlijke prijzen op veilingen. Aldus werd in november 1997 zijn olieverf op doek "De parade" geveild op £ 5.750 bij Christie's in Londen.

## Musea
- Oostende, Mu.ZEE (Kunstmuseum aan Zee) ("De Leopold II Laan en het Kursaal")